# Liste des montagnes du Québec
Le relief québécois est caractérisé par la présence de chaînes de montagnes anciennes particulièrement érodées. Les Laurentides et les Appalaches en sont les deux principales.

## Liste des massifs
| 1 2 3 4 4a 4b 4c 4d 4e 5 5a 5b 6 7 8 |

- Laurentides - Principale chaîne de montagnes, elle couvre une importante partie du Québec, au nord du fleuve Saint-Laurent.
  - Monts Groulx - Situés en Côte-Nord ayant le mont Veyrier pour point culminant.
  - Montagnes Blanches - Situées en Côte-Nord à l'ouest des monts Groulx.
  - Monts Valin - Situés au Saguenay–Lac-Saint-Jean a pour point culminant le pic Dubuc.
  - Massif du Lac Jacques-Cartier - Situé entre Québec et Saguenay.
  - Massif du Mont-Tremblant - Situé dans les Laurentides a pour point culminant le mont Tremblant.
  - Collines de la Gatineau - Situées en Outaouais.
- Appalaches - Cette chaîne couvre l'est du continent nord-américain.
  - Monts Notre-Dame
    - Monts Chic-Chocs - Situés dans le centre de Gaspésie en Québec, au Canada, dont le point culminant est le mont Jacques-Cartier qui s'élève à 1 268 m en altitude.
      - Monts McGerrigle

    - Massif du Sud - Situé dans la région de Chaudière-Appalaches.
    - Cabourons du Kamouraska

  - Montagnes Vertes
    - Monts Sutton

  - Montagnes Blanches
- Montérégiennes - Chaîne linéaire de montagnes isolées situées à Montréal et dans la Montérégie, entre les Laurentides et les Appalaches.
  - Massif du Mont-Mégantic
  - Collines d'Oka
- Massifs épars situés au sein du bouclier canadien
  - Collines Abijévis
  - Monts Otish
  - Monts Torngat - Situés sur la péninsule du Labrador à l'extrémité nord de la Terre-Neuve-et-Labrador et dans la région orientale du Québec (partie de la cordillère Arctique), dont le point culminant est le mont D'Iberville (désigné mont Caubvick en anglais) qui atteint 1 652 m d'altitude, soit le sommet le plus élevé de la province.
  - Monts de Puvirnituq

## Liste des plus hauts sommets
Une grande partie des plus hauts sommets du Québec sont toujours innommés, en partie en raison de leur aspect non-distinctif ou bien leur isolement géographique.

### Plus hauts sommets paraltitude
| Position | Nom                   | Coordonnées                  | Hauteur |
| -------- | --------------------- | ---------------------------- | ------- |
| 1        | Mont D'Iberville      | 58° 53′ 00″ N, 63° 43′ 00″ O | 1 652 m |
| (2)      | Crête Minaret         | 58° 52′ 58″ N, 63° 41′ 40″ O | 1 554 m |
| 2        | Mont Barnes-Pauze     | 58° 50′ 22″ N, 63° 53′ 59″ O | 1 470 m |
| 3        | Mont Cartwright       | 58° 51′ 30″ N, 63° 39′ 34″ O | 1 463 m |
| 4        | Sommet innommé        | 58° 48′ 42″ N, 64° 02′ 22″ O | 1 433 m |
| 5        | Sommet innommé        | 58° 49′ 53″ N, 63° 58′ 17″ O | 1 382 m |
| 6        | Mont Koroc Ouest      | 58° 42′ 12″ N, 63° 51′ 51″ O | 1 311 m |
| 7        | Mont Jacques-Cartier  | 48° 59′ 14″ N, 65° 56′ 53″ O | 1 276 m |
| 8        | Sommet innommé        | 58° 43′ 42″ N, 63° 33′ 26″ O | 1 273 m |
| 9        | Mont Jacques-Rousseau | 59° 17′ 24″ N, 64° 33′ 47″ O | 1 261 m |
| 10       | Sommet innommé        | 58° 34′ 22″ N, 63° 53′ 24″ O | 1250 m  |

| Position | Nom                  | Coordonnées                  | Hauteur |
| -------- | -------------------- | ---------------------------- | ------- |
| 11       | Mont Dos de Baleine  | 48° 59′ 53″ N, 65° 56′ 14″ O | 1 245 m |
| 12       | Mont de la Passe     | 49° 00′ 34″ N, 65° 56′ 56″ O | 1 240 m |
| 13       | Mont Comte           | 48° 58′ 41″ N, 65° 57′ 51″ O | 1 232 m |
| 14       | Mont Koroc Nord      | 58° 42′ 40″ N, 63° 50′ 12″ O | 1 219 m |
| 15       | Sommet innommé       | 58° 47′ 35″ N, 63° 52′ 40″ O | 1 217 m |
|          | Sommet innommé       | 58° 50′ 32″ N, 63° 50′ 41″ O | 1 217 m |
| 16       | Mont des Cônes       | 48° 56′ 51″ N, 65° 56′ 57″ O | 1 207 m |
| 17       | Mont Koroc           | 58° 42′ 16″ N, 63° 47′ 11″ O | 1 204 m |
| 18       | Mont Rolland-Germain | 49° 01′ 18″ N, 65° 57′ 16″ O | 1 202 m |
| 19       | Sommet innommé       | 59° 31′ 16″ N, 64° 21′ 51″ O | 1 189 m |
|          | Sommet innommé       | 59° 16′ 50″ N, 64° 30′ 47″ O | 1 189 m |

| Position | Nom                     | Coordonnées                  | Hauteur |
| -------- | ----------------------- | ---------------------------- | ------- |
|          | Mont Gosford (sommet 1) | 45° 18′ 06″ N, 70° 52′ 00″ O | 1 193 m |
|          | Sommet innommé          | 58° 51′ 32″ N, 63° 47′ 50″ O | 1 189 m |
|          | Sommet innommé          | 58° 29′ 56″ N, 63° 50′ 55″ O | 1 189 m |
| 20       | Mont Richardson         | 48° 55′ 38″ N, 66° 01′ 02″ O | 1 180 m |
|          | Mont de la Table        | 48° 59′ 06″ N, 66° 00′ 11″ O | 1 180 m |
| 21       | Mont Raoul-Blanchard    | 47° 18′ 34″ N, 70° 49′ 56″ O | 1 175 m |
|          | Mont Gosford (sommet 2) | 45° 16′ 02″ N, 70° 50′ 28″ O | 1 175 m |
| 22       | Mont Gosford (sommet 3) | 45° 17′ 36″ N, 70° 50′ 25″ O | 1 174 m |
| 23       | Mont Allioux            | 47° 26′ 36″ N, 70° 57′ 56″ O | 1 159 m |
| 24       | Sommet innommé          | 58° 45′ 45″ N, 63° 27′ 35″ O | 1 158 m |
|          | Sommet innommé          | 59° 29′ 06″ N, 64° 23′ 03″ O | 1 158 m |

### Plus hauts sommets parproéminence
| Position | Nom                   | Coordonnées                  | Hauteur |
| -------- | --------------------- | ---------------------------- | ------- |
| 1        | Mont Jacques-Cartier  | 48° 59′ 14″ N, 65° 56′ 53″ O | 1 096 m |
| 2        | Mont Raoul-Blanchard  | 47° 18′ 34″ N, 70° 49′ 56″ O | 785 m   |
| 3        | Mont Albert           | 48° 54′ 06″ N, 66° 12′ 11″ O | 746 m   |
| 4        | Mont Barnes-Pauze     | 58° 50′ 22″ N, 63° 53′ 59″ O | 739 m   |
| 5        | Mont Blanc            | 48° 46′ 35″ N, 66° 52′ 50″ O | 731 m   |
| 6        | Mont Jacques-Rousseau | 59° 17′ 24″ N, 64° 33′ 47″ O | 712 m   |
| 7        | Sommet innommé        | 58° 43′ 42″ N, 63° 33′ 26″ O | 694 m   |
| 8        | Mont Yapeitso         | 52° 19′ 20″ N, 70° 26′ 42″ O | 681 m   |
| 9        | Mont Logan            | 48° 53′ 26″ N, 66° 38′ 20″ O | 620 m   |
|          | Mont Jérémie          | 47° 54′ 57″ N, 70° 23′ 32″ O | 620 m   |

| Position | Nom                      | Coordonnées                  | Hauteur |
| -------- | ------------------------ | ---------------------------- | ------- |
| 10       | Mont Veyrier             | 51° 31′ 51″ N, 68° 04′ 35″ O | 582 m   |
| 11       | Mont Valin               | 48° 36′ 48″ N, 70° 47′ 49″ O | 581 m   |
| 11       | Sommet innommé           | 58° 48′ 42″ N, 64° 02′ 22″ O | 579 m   |
| 12       | Mont Mégantic            | 45° 27′ 20″ N, 71° 09′ 06″ O | 572 m   |
| 13       | Sommet innommé           | 51° 43′ 14″ N, 67° 17′ 19″ O | 549 m   |
| 14       | Mont du lac du Tortillon | 50° 57′ 12″ N, 69° 43′ 51″ O | 522 m   |
| 15       | Sommet innommé           | 50° 58′ 27″ N, 65° 27′ 47″ O | 520 m   |
| 16       | Sommet innommé           | 58° 34′ 22″ N, 63° 53′ 24″ O | 518 m   |
|          | Mont du lac Villebois    | 50° 53′ 09″ N, 66° 15′ 14″ O | 518 m   |
| 17       | Mont Koroc Ouest         | 58° 42′ 12″ N, 63° 51′ 51″ O | 488 m   |
| 18       | Mont Gosford (sommet 3)  | 45° 17′ 36″ N, 70° 50′ 25″ O | 467 m   |

| Position | Nom                  | Coordonnées                  | Hauteur |
| -------- | -------------------- | ---------------------------- | ------- |
| 19       | Sommet innommé       | 59° 31′ 16″ N, 64° 21′ 51″ O | 457 m   |
| 20       | Sommet innommé       | 58° 47′ 35″ N, 63° 52′ 40″ O | 455 m   |
| 21       | Sommet innommé       | 59° 22′ 29″ N, 64° 41′ 28″ O | 434 m   |
| 22       | Mont du lac à Papa   | 48° 02′ 11″ N, 70° 22′ 11″ O | 430 m   |
| 23       | Sommet innommé       | 51° 19′ 25″ N, 64° 18′ 46″ O | 428 m   |
| 24       | Mont Cartwright      | 58° 51′ 30″ N, 63° 39′ 34″ O | 427 m   |
| 25       | Mont des Caboches    | 51° 16′ 40″ N, 70° 20′ 15″ O | 420 m   |
| 26       | Montagne des Érables | 47° 53′ 39″ N, 70° 27′ 30″ O | 408 m   |
| 27       | Sommet innommé       | 58° 49′ 53″ N, 63° 58′ 17″ O | 407 m   |
| 28       | Sommet innommé       | 58° 45′ 45″ N, 63° 27′ 35″ O | 396 m   |

### Plus hauts sommets parrégion

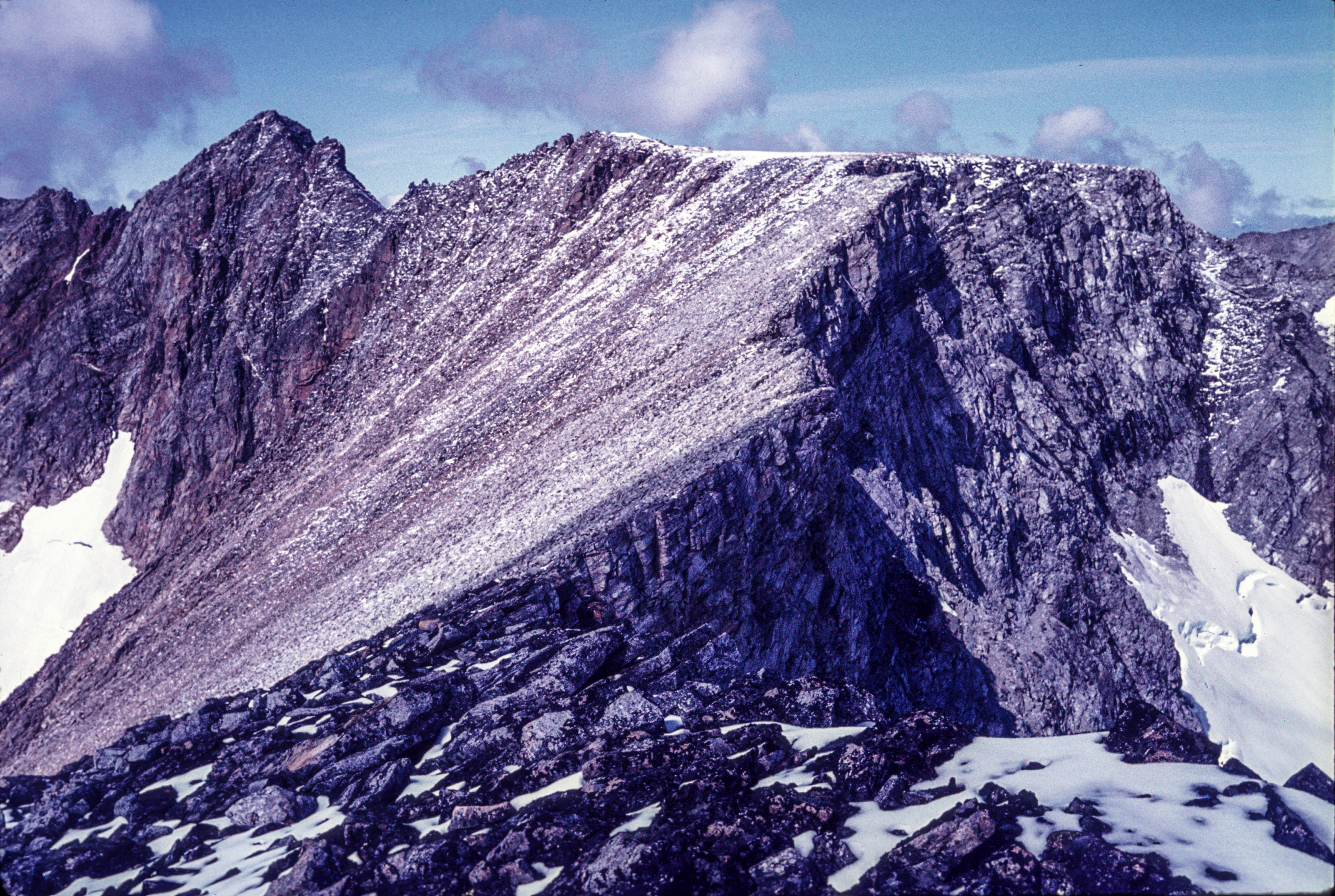
Le mont D'Iberville, point culminant du Québec.

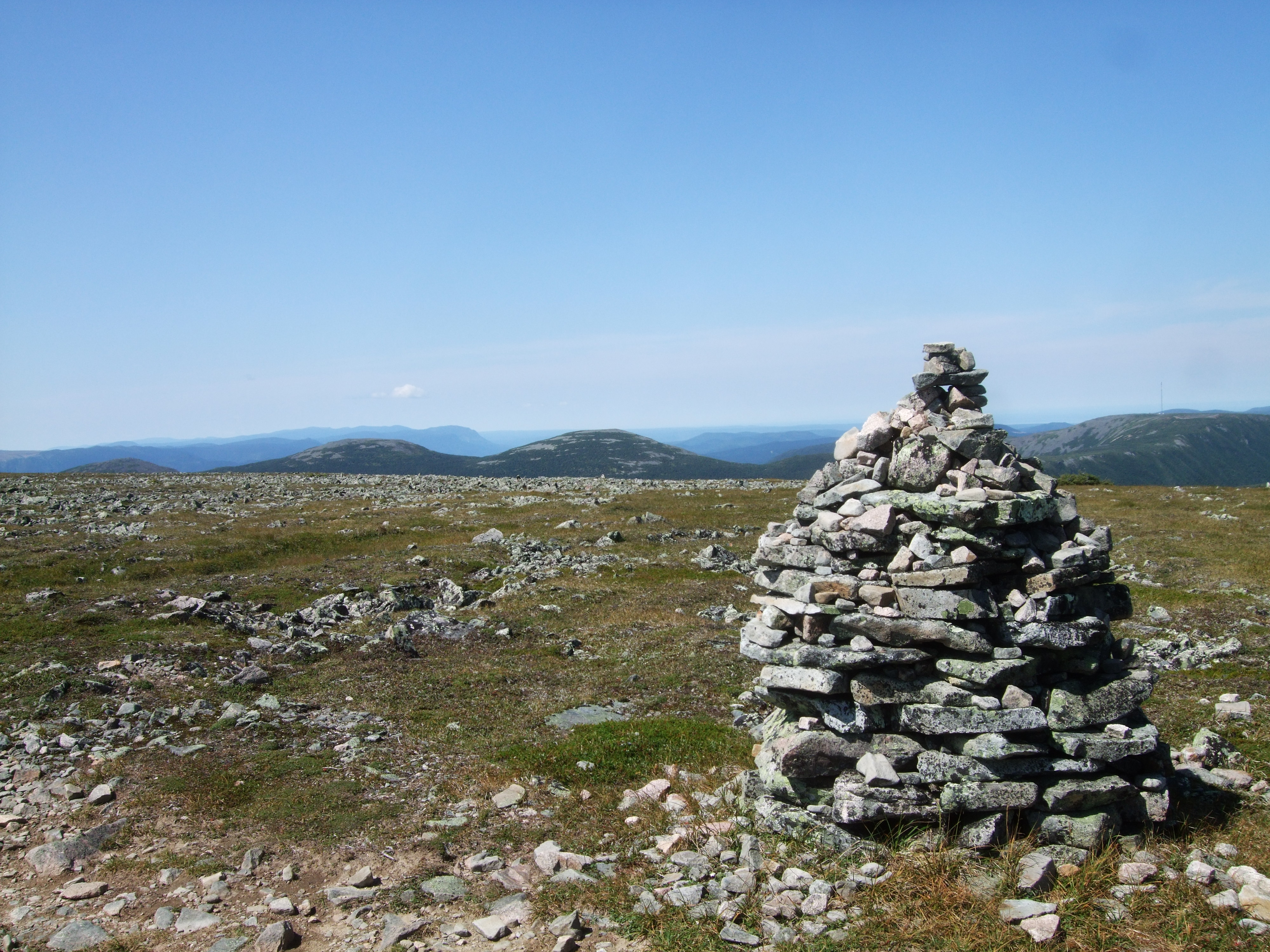
Le mont Jacques-Cartier est le plus haut sommet du « Québec méridional ».

| Région administrative         | Plus haut sommet       | Coordonnées                  | Hauteur |
| ----------------------------- | ---------------------- | ---------------------------- | ------- |
| Abitibi-Témiscamingue         | Sommet innommé         | 48° 05′ 03″ N, 76° 16′ 26″ O | 655 m   |
| Bas-Saint-Laurent             | Mont Logan             | 48° 53′ 26″ N, 66° 38′ 20″ O | 1 150 m |
| Capitale-Nationale            | Mont Raoul-Blanchard   | 47° 18′ 34″ N, 70° 49′ 56″ O | 1 175 m |
| Centre-du-Québec              | Montagne à Simoneau    | 45° 54′ 07″ N, 71° 34′ 18″ O | 627 m   |
| Chaudière-Appalaches          | Mont du Midi           | 46° 35′ 44″ N, 70° 29′ 03″ O | 912 m   |
| Côte-Nord                     | Mont Veyrier           | 51° 31′ 51″ N, 68° 04′ 35″ O | 1 104 m |
| Estrie                        | Mont Gosford           | 45° 18′ 06″ N, 70° 52′ 00″ O | 1 180 m |
| Gaspésie–Îles-de-la-Madeleine | Mont Jacques-Cartier   | 48° 59′ 14″ N, 65° 56′ 53″ O | 1 276 m |
| Lanaudière                    | Montagne Noire         | 46° 14′ 39″ N, 74° 17′ 38″ O | 892 m   |
| Laurentides                   | Pic Johannsen          | 46° 14′ 56″ N, 74° 33′ 34″ O | 935 m   |
| Laval                         | Mont Laval             | 45° 32′ 02″ N, 73° 49′ 37″ O | 65 m    |
| Mauricie                      | Mont du lac à la Pluie | 48° 36′ 27″ N, 74° 07′ 35″ O | 661 m   |
| Montérégie                    | Mont Yamaska           | 45° 26′ 46″ N, 72° 52′ 08″ O | 416 m   |
| Montréal                      | Mont Royal             | 45° 30′ 31″ N, 73° 35′ 23″ O | 234 m   |
| Nord-du-Québec                | Mont D'Iberville       | 58° 53′ 00″ N, 63° 43′ 00″ O | 1 652 m |
| Outaouais                     | Sommet innommé         | 47° 29′ 35″ N, 76° 19′ 07″ O | 610 m   |
| Saguenay–Lac-Saint-Jean       | Mont Yapeitso          | 52° 19′ 20″ N, 70° 26′ 42″ O | 1 128 m |